# Brian Gielen
Brian Gielen is een Belgisch voetballer die speelde als doelman.

## Carrière
Gielen speelde in de jeugd van KRC Genk, en mocht in het seizoen 2013/14 meetrainen met de eerste ploeg samen met Nordin Jackers en Lennert Baerts. Maar speelde geen enkele wedstrijd voor Genk. Hij zat wel vaker op de bank zoals in de Europa League waar hij tweede doelman was door blessures van andere doelmannen. Hierna vertrok hij naar KVC Westerlo. Ook hier was hij door zijn jeugdige leeftijd geen plaats in het team en hij speelde maar 1 bekerwedstrijd waar hij met 6-1 verloor van Olsa Brakel. Hierna tekende hij een contract bij Lommel SK waar hij tevens niet aan spelen zou toekomen en ruilde Lommel een twee jaar later in voor Thes Sport waar hij een jaar zou spelen. Na zijn spelersloopbaan die niet lang duurde behaalde hij een master in de rechten.